# Puerto Guzmán
Puerto Guzmán è un comune della Colombia facente parte del dipartimento di Putumayo.
L'abitato venne fondato da Jorge Julio Guzmán e dalla moglie Sinay Rocha de Guzmán nel 1975, mentre l'istituzione del comune è del 1º gennaio 1994.